# Chionija Guseva
Chionija Guseva (1880/1881 – dopo il 1919) è stata una criminale russa che tentò di uccidere Grigorij Rasputin nel 1914.

## Biografia
A partire dal 1899 visse a Caricyn, l'attuale Volgograd, divenne una seguace del monaco Iliodor fino al 1912. Secondo i registri della commissione investigativa straordinaria del governo provvisorio, Chionija Guseva era una contadina del distretto di Syzran, nella provincia di Simbirsk. Le date di nascita e di morte sono sconosciute, ma il rapporto della polizia indica che aveva 33 anni quando cercò di assassinare Rasputin, e che le mancava il naso. Secondo la sua stessa testimonianza, non aveva mai sofferto di sifilide ma era stata "danneggiata dai medicinali" da quando aveva 13 anni.

### Tentativo di assassinio su Rasputin
Tentò di assassinare Grigorij Rasputin nel suo villaggio natale di Pokrovskoje, Governatorato di Tobol'sk, dove arrivò il 16 giugno 1914. Alcuni storici hanno datato il tentativo di assassinio al 29 giugno 1914 (secondo il calendario gregoriano) o lunedì 13 luglio. Secondo lo storico Oleg Platonov, il tentativo di omicidio era stato effettuato domenica 29 giugno (secondo il calendario giuliano).
Grigori Rasputin, amico dello zar Nicola II e della zarina Aleksandra, era in visita a moglie e figli nel suo villaggio, lungo il fiume Tura, in Siberia. Il pomeriggio di domenica 12 luglio (29 giugno del calendario giuliano) 1914, dopo aver cenato, uscì di casa. Aveva appena ricevuto un telegramma e aveva lasciato casa per andare a rispondere quando venne aggredito da Guseva, che gli aveva conficcato un coltello nell'addome. Guseva avrebbe gridato «Ho ucciso l'Anticristo!», dopo l'aggressione.
Non ancora morto, Rasputin era stato inseguito in strada da Guseva per portare a termine il compito. L'uomo la colpì in faccia con una spranga e la folla si radunò rapidamente al grido di «Uccidiamola!». Consegnata al conestabile, era stata processata. Dopo sette settimane, Rasputin si riprese. Guseva fu considerata pazza e fu ricoverata in un manicomio a Tomsk fino al 15 marzo 1917. Poi fu rilasciata su ordine di Aleksander Kerenskij. Si dice che abbia tentato e fallito un altro tentativo di omicidio, questa volta contro il patriarca Tichon di Mosca, nel 1919.